# Richland County (Montana)
Richland County ist ein County im Bundesstaat Montana der Vereinigten Staaten. Der Sitz der Countyverwaltung (County Seat) befindet sich in Sidney.

## Demografische Daten
Nach der Volkszählung im Jahr 2000 lebten im County 9.667 Menschen. Es gab 3.878 Haushalte und 2.652 Familien. Die Bevölkerungsdichte betrug 2 Einwohner pro Quadratkilometer. Ethnisch betrachtet setzte sich die Bevölkerung zusammen aus 96,57 % Weißen, 0,09 % Afroamerikanern, 1,46 % amerikanischen Ureinwohnern, 0,18 % Asiaten, 0,01 % Bewohnern aus dem pazifischen Inselraum und 0,85 % aus anderen ethnischen Gruppen; 0,85 % stammten von zwei oder mehr ethnischen Gruppen ab. 2,16 % der Bevölkerung waren spanischer oder lateinamerikanischer Abstammung.
Von den 3.878 Haushalten hatten 33,60 % Kinder und Jugendliche unter 18 Jahre, die bei ihnen lebten. 57,30 % waren verheiratete, zusammenlebende Paare, 7,40 % waren allein erziehende Mütter. 31,60 % waren keine Familien. 28,80 % waren Singlehaushalte und in 12,90 % lebten Menschen im Alter von 65 Jahren oder darüber. Die Durchschnittshaushaltsgröße betrug 2,46 und die durchschnittliche Familiengröße lag bei 3,04 Personen.
Auf das gesamte County bezogen setzte sich die Bevölkerung zusammen aus 27,50 % Einwohnern unter 18 Jahren, 6,40 % zwischen 18 und 24 Jahren, 26,80 % zwischen 25 und 44 Jahren, 23,80 % zwischen 45 und 64 Jahren und 15,60 % waren 65 Jahre alt oder darüber. Das Durchschnittsalter betrug 39 Jahre. Auf 100 weibliche Personen kamen 98,70 männliche Personen, auf 100 Frauen im Alter ab 18 Jahren kamen statistisch 94,90 Männer.
Das jährliche Durchschnittseinkommen eines Haushalts betrug 32.110 USD, das Durchschnittseinkommen der Familien betrug 39.348 USD. Männer hatten ein Durchschnittseinkommen von 29.069 USD, Frauen 19.203 USD. Das Prokopfeinkommen betrug 16.006 USD. 12,20 % der Bevölkerung und 8,10 % der Familien lebten unterhalb der Armutsgrenze. 13,90 % davon waren unter 18 Jahre und 9,00 % waren 65 Jahre oder älter.

## Geschichte
Im County liegt eine National Historic Site, die Fort Union Trading Post National Historic Site, die auch den Status einer National Historic Landmark hat. Zwei Bauwerke des Countys sind im National Register of Historic Places eingetragen (Stand 7. Februar 2018).

## Orte im Richland County
Citys
| - Sidney |

Towns
| - Fairview |

Census-designated places (CDP)
| - Crane - Fox Lake - Knife River |

Unincorporated Communitys
| - Savage |

Ghost Towns
| - Java |